# 好自在樂團
好自在樂團（英語：Kings of Convenience），也译便利之王，是來自挪威卑爾根的獨立民謠流行雙人樂團，以精巧曲風、溫暖嗓音與錯縱細膩的吉他旋律著稱。它由艾倫·歐伊和艾瑞克·寶組成，兩人兼司譜曲和演唱。

## 樂團歷史
歐伊與寶皆生於1975年，10歲時就認識對方。在16歲時與另外兩人一起組了一個樂團Skog（挪威語中"森林"的意思），並發行了一張EP《Tom Tids Tale》，樂團解散後，歐伊與寶便組成了現今的Kings兩人組合。
在1999年的夏天，雙人組合在歐洲的音樂季亮相後，與美國音樂品牌Kindercore簽約。在倫敦共同工作了一段時間後，2001年他們發行了第一張專輯《沈默是金》，由酷玩樂團的製作人Ken Nelson操刀製作。該專輯相當成功，甚至把專輯名稱（Quiet Is the New Loud）出借給地下流行樂的一個小型運動（參與者有同時期的不插電雙人團體Turin Brakes），推動更細膩微妙的旋律與要傳遞的訊息，該運動以艾略特·史密斯、Belle & Sebastian，以及賽門與葛芬柯作為啓發對象。

## 音樂作品

### 專輯
- 2001年 《Quiet Is the New Loud》沉默是金
- 2001年 《Versus》打破沉默-好自在混音輯
- 2004年 《Riot on an Empty Street》沉溺在空曠大街
- 2009年 《Declaration of Dependence》靠得住
- 2021年 《Peace or Love》和平或愛

## 外部連結
- 好自在樂團官方網站
- 艾倫·歐伊官方網站